# ぼくの街に遊びにきてよ
「ぼくの街に遊びにきてよ」（ぼくのまちにあそびにきてよ）は、スガシカオ × 小林武史の楽曲。配信限定シングルとしてSPEEDSTAR RECORDSから2019年10月16日に配信された。

## 収録曲
1. ぼくの街に遊びにきてよ
（作詞：スガシカオ、作曲：小林武史）
  - 東京メトロ「Find my Tokyo.」キャンペーンCMソング[1]。
  - 2016年より同CMの楽曲をプロデュースしている小林がスガへオファーしたことをきっかけに制作された[2]。
  - 桑田佳祐(サザンオールスターズ)はこの曲を絶賛し、自身のラジオ番組「桑田佳祐のやさしい夜遊び」内の企画『桑田佳祐が選ぶ2019年邦楽シングルBEST20』で二位に選出している。スガはこれに関して「光栄の極みです」とTwitterでコメントした[3]。